# Herning Provsti
Herning Provsti var indtil 2007 et provsti i Viborg Stift.  Provstiet lå i Aaskov Kommune og Herning Kommune.
Herning Provsti bestod af flg. sogne:
- Arnborg Sogn
- Assing Sogn
- Fasterholt Kirkedistrikt
- Fredens Sogn
- Gjellerup Sogn
- Gullestrup Sogn
- Haunstrup Sogn
- Hedeager Sogn
- Herning Sogn
- Ilderhede Sogn
- Ilskov Sogn
- Karstoft Kirkedistrikt
- Kollund Sogn
- Kølkær Sogn
- Rind Sogn
- Sankt Johannes Sogn
- Simmelkær Sogn
- Sinding Sogn
- Skarrild Sogn
- Snejbjerg Sogn
- Studsgård Sogn
- Sunds Sogn
- Sønder Felding Sogn
- Tjørring Sogn
- Ørre Sogn